# 2002年當選的皇家學會會士列表
2002年當選的皇家學會會士已在下方悉数列出。

## 會士列表
1. Allan Bradley（英语：Allan Bradley）
2. Robin Carrell（英语：Robin Wayne Carrell）
3. Michael Crawley（英语：Michael Crawley）
4. Stuart Cull-Candy（英语：Stuart Cull-Candy）
5. John Dainton（英语：John Dainton）
6. Roger John Davis
7. Anne Dell（英语：Anne Dell）
8. David Dolphin（英语：David Dolphin）
9. David Fowler
10. Steve Furber（英语：Steve Furber）
11. Graham Goodwin（英语：Graham Clifford Goodwin）
12. Jean-Pierre Hansen（英语：Jean-Pierre Hansen）
13. Nicholas Hastie（英语：Nicholas Hastie）
14. Christopher Hawkesworth（英语：Christopher Hawkesworth）
15. Judith Howard（英语：Judith Howard）
16. Philip Ingham（英语：Philip Ingham）
17. David Ish-Horowicz（英语：David Ish-Horowicz）
18. James A. Jackson（英语：James A. Jackson）
19. Bruce Ernest Kemp
20. John Vincent Kilmartin
21. David Malcolm James Lilley
22. Terry Lyons（英语：Terry Lyons (mathematician)）
23. 乔治娜·梅斯
24. John McCanny（英语：John McCanny）
25. Brian Cecil Joseph Moore
26. David Parker（英语：David Parker (chemist)）
27. 馬蒂亞·波利亞科夫
28. Eric Priest（英语：Eric Priest）
29. Terence Quinn（英语：Terence Quinn）
30. 彼得·拉特克利夫
31. Mary Rees（英语：Mary Rees）
32. Miles Reid（英语：Miles Reid）
33. David Rhind（英语：David William Rhind）
34. Thomas Maurice Rice
35. Roy Sambles（英语：Roy Sambles）
36. 彼得·萨那克
37. Anthony Ronald Entrican Sinclair（英语：Anthony Ronald Entrican Sinclair）
38. Andrew Benjamin Smith
39. Anthony John Stace
40. Nicholas Strausfeld（英语：Nicholas Strausfeld）
41. Mark Welland（英语：Mark Welland）
42. 伊恩·威尔穆特

## 外籍会士
1. 克勞德·阿雷格
2. Per Oskar Andersen（英语：Per Oskar Andersen）
3. Hubert Simon Markl（英语：Hubert Simon Markl）
4. 亚历山大·派因斯
5. 彼得·雷文
6. Carl Isaac Wunsch（英语：Carl Isaac Wunsch）